# 馬利尼奇
49°22′50″N 26°50′25″E / 49.38056°N 26.84028°E
馬利尼奇（烏克蘭語：Малиничі）是位於烏克蘭西部的村莊，由赫梅利尼茨基州裡赫梅利尼茨基區的羅茲索沙市鎮負責管轄。該村面積11.15平方公里，海拔高度305米，2001年人口995，人口密度每平方公里89.2人。